# ای‌دی‌پی کمپانی
ای‌دی‌پی کمپانی (انگلیسی: ADP) شرکت خدمات کسب‌کار آمریکایی است، که در زمینه تامین و مدیریت نرم‌افزار و خدمات منابع انسانی فعالیت می‌کند. این شرکت در سال ۱۹۴۹ توسط هنری تاوب تأسیس شد.